# Kinihabas, Aland
Kinihabas là một làng thuộc tehsil Aland, huyện Gulbarga, bang Karnataka, Ấn Độ.